# 美国钱币学会
美国钱币学会 （英語：American Numismatic Society，简写作ANS），美国纽约市的一个致力于钱币和奖章研究的组织，成立于1858年。其藏品数量接近100万件，涵盖硬币、纸币和章牌，还拥有全球最完整、最全面的钱币文献图书馆。